# 東葛西
東葛西（ひがしかさい）は、東京都江戸川区の町名。現行行政地名は東葛西一丁目から東葛西九丁目。住居表示実施済区域。

## 地理
江戸川区南部、葛西地域東部に位置する。江戸川から分流した旧江戸川の西岸にあたる。面積は2.805平方kmで、区内で2番目に大きな町である。北で新川を境に江戸川五丁目、東で一級河川の旧江戸川を境に千葉県浦安市当代島一・二丁目、猫実五丁目、堀江四・五丁目、富士見二・三丁目、南で左近川を境に南葛西二・六・七丁目、西で環七通りを境に中葛西二・三・五・八丁目と隣接する。また、東葛西三丁目の16,17番地は旧江戸川上に浮かぶ中州・妙見島にあり、浦安橋で江戸川区本土・浦安市とそれぞれ結ばれている。東京湾から1.5kmほどしか離れておらず、葛西地域の他の町と同様、堤防がなければ水没してしまう海抜ゼロメートル地帯にある。

### 住宅街
東葛西は区内で最も人口が多い町であり、2万291世帯、3万9713人（2011年1月）が居住している。最寄り駅は環七通りを跨いだ中葛西に所在する東京メトロ東西線の葛西駅である。東葛西の住宅街としての発展は1969年にこの駅が開業したことでもたらされた。駅前を中心に比較的に高層化されているが、低層の地域もあるため、人口密度は区内48町中22位で、近隣と比べると低いようである。

### 産業
東葛西には1017の事業所があり、1万2186人が働いている。従業者数は西葛西や平井に次ぐ第三位で、事業所当たりの従業員数（約12人）は区内の平均（約9人）を上回っている。業種は卸売業・小売業（26％）、宿泊業・飲食サービス業（13％）、クリーニング業や美容所、パチンコなどの生活関連サービス業と製造業（9％）、建設業と運輸業（8％）が多いようである。また大型のショッピングモールや病院があるせいか、卸売業・小売業（3322人）と医療福祉（1298人）の従事者は区内で2番目に多いようである。また区営農場の「ファーマーズクラブ東葛西」があり、農林漁業の従事者（28人）は区内で2番目に多い。
東葛西は葛西地域の中で最も製造業が盛んな町である。妙見島や川沿いなど奥まった場所にあるため目立ちにくいようだが、日本ロール製造や新井鉄工所など地図上でも確認できるほど大規模な工場があり、製造業の従業者は1166人で、区内第四位である。日本ロール製造は日本最大（自称）のゴム・プラスチック加工機械の専門メーカーで、圧延用のカレンダーロールの製造技術を持っており、上下水道用のパイプなども生産している。東葛西に戦前から存在する歴史の古い工場で、周辺一帯にスーパー銭湯や大型倉庫などを所有している。また1960年代に吉永小百合が出演した映画の舞台になったり、最近では就業規則に関する判例としても登場する。一方、新井鉄工所はパイプの接続部品や、石油採掘用のドリルパイプなどを生産していると言う。妙見島にはマーガリン工場など様々な工場があり、マーガリンの原材料は船で運ばれてくるようである。また小売業も盛んで年間販売額は約456億円に達し、区内第一位の規模である。

### 地価
住宅地の地価は、2025年（令和7年）1月1日の公示地価によれば、東葛西3-8-5の地点で37万1000円/m2、東葛西6-23-3の地点で53万4000円/m2、東葛西8-34-6の地点で43万8000円/m2となっている。

## 歴史
東葛西の北部は、葛西地域の中で最も歴史が古い区域である。太日川の河口に位置し、中世には葛西御厨の長島として知られていた。御厨とは、有力な神社の荘園の事である。葛西御厨は伊勢神宮の荘園であり葛西清重が治めていたが、葛西氏が衰えると千葉氏や後北条氏の所領となった。この地域は河川交通の要所で、上流には下総国の国府や香取海があり、多くの船が行き来していた。長島には長島湊（長島の津）が設けられ、葛西御厨や国府の外港の1つとして栄えた。南北朝時代の河川交通は、香取神宮が取り仕切っていた。香取神宮の勢力は東京湾と内海の境界に当たる長島にまで及んでおり、1372年（文中元年/応安5年）、長島に河関を設けて通行料（灯油料所）を徴収した。
戦国時代には港を守るために、長島高城があったという説がある。清光寺がその跡と言われており、現在でも周辺には神社仏閣が立ち並んでいる。1559年（永禄2年）の長島は後北条氏の重臣、太田康資の領地の1つだった。近隣では数度に渡って国府台合戦が行われ、1563年（永禄6年）の第二次国府台合戦は太田康資が里見氏に寝返った事が開戦の発端となった。この時、負傷した里見義弘を助けて落ち延びた1人が篠原伊予（安西氏）で、後に北小岩に伊予新田を開発した。子孫は長島村に移住し、名主の1人となったと言う。
江戸時代には、南部の開発が進んだ。宇田川定氏が宇喜田を開発し、東葛西の南部もその一部だったが、元禄時代に東宇喜田村として分かれた。旧江戸川沿いの自然堤防に雷（いかずち）、新田仲町通り沿いの後背低地に仲町などの集落ができ、北部には長島村や桑川村、下今井村が出来た。1629年（寛永6年）、東葛西の北端に新川が開削され、江戸の水運の大動脈となった。
明治時代になると、町村制によって葛西地域の村々は合併し、葛西村となった。昭和時代には市郡合併によって江戸川区が誕生し、桑川町など一部の旧地名が復活した。戦後、葛西地域では大規模な開発が進んだ。1969年（昭和44年）、東西線が全線開通し、葛西駅が設けられた。1972年（昭和47年）には葛西沖開発事業が始まり、1980年（昭和55年）の住居表示の実施により東葛西という住所が成立した。東葛西の南部が脚光を浴びたのは、平成に入ってからである。葛西土地区画整理事業や東葛西土地区画整理事業により、放射16号や都市計画道路補助第289号線が開通した。1999年（平成11年）7月3日にはイトーヨーカドー葛西店を含む葛西リバーサイドモールが開店し、2004年（平成16年）12月6日には島忠ホームズ葛西店が開店した。2005年（平成17年）には東葛西図書館が開館した。今後は補助第289号線が北進する予定であり、2021年現在、春江町・江戸川と東葛西1丁目・3丁目で事業中である。それに伴い東葛西の北部でも江戸川南部土地区画整理事業が予定されている。2011年（平成23年）に長島桑川コミュニティ会館が開館するなど、開発が進行中である。
2012年、東京都は東葛西五丁目および六丁目を都迷惑防止条例に基づき、客引きやスカウトのみならず、それらを行うために待機する行為なども禁止する区域に指定した。

## 世帯数と人口
2025年（令和7年）1月1日現在（江戸川区発表）の世帯数と人口は以下の通りである。
| 丁目         | 世帯数     | 人口     |
| ------------ | ---------- | -------- |
| 東葛西一丁目 | 2,759世帯  | 5,185人  |
| 東葛西二丁目 | 2,394世帯  | 3,718人  |
| 東葛西三丁目 | 642世帯    | 1,105人  |
| 東葛西四丁目 | 3,385世帯  | 6,322人  |
| 東葛西五丁目 | 5,111世帯  | 8,216人  |
| 東葛西六丁目 | 4,984世帯  | 7,862人  |
| 東葛西七丁目 | 1,954世帯  | 3,448人  |
| 東葛西八丁目 | 2,801世帯  | 5,436人  |
| 東葛西九丁目 | 2,177世帯  | 5,260人  |
| 計           | 26,207世帯 | 46,552人 |

### 人口の変遷
国勢調査による人口の推移。
| 年                 | 人口   |
| ------------------ | ------ |
| 1995年（平成7年）  | 33,225 |
| 2000年（平成12年） | 36,668 |
| 2005年（平成17年） | 40,059 |
| 2010年（平成22年） | 43,280 |
| 2015年（平成27年） | 43,679 |
| 2020年（令和2年）  | 46,896 |

### 世帯数の変遷
国勢調査による世帯数の推移。
| 年                 | 世帯数 |
| ------------------ | ------ |
| 1995年（平成7年）  | 15,217 |
| 2000年（平成12年） | 17,743 |
| 2005年（平成17年） | 19,759 |
| 2010年（平成22年） | 22,516 |
| 2015年（平成27年） | 22,539 |
| 2020年（令和2年）  | 24,773 |

## 学区
区立小・中学校に通う場合、学区は以下の通りとなる（令和3年度入学生より）。なお、江戸川区では学校選択制度を導入しており、区内全域から選択することが可能。。
| 丁目         | 番地              | 小学校                     | 中学校                 |
| ------------ | ----------------- | -------------------------- | ---------------------- |
| 東葛西一丁目 | 全域              | 江戸川区立葛西小学校       | 江戸川区立葛西中学校   |
| 東葛西二丁目 | 全域              | 江戸川区立葛西小学校       | 江戸川区立葛西中学校   |
| 東葛西三丁目 | 全域              | 江戸川区立葛西小学校       | 江戸川区立葛西中学校   |
| 東葛西四丁目 | 全域              | 江戸川区立第二葛西小学校   | 江戸川区立東葛西中学校 |
| 東葛西五丁目 | 全域              | 江戸川区立第二葛西小学校   | 江戸川区立東葛西中学校 |
| 東葛西六丁目 | 全域              | 江戸川区立第二葛西小学校   | 江戸川区立東葛西中学校 |
| 東葛西七丁目 | 全域              | 江戸川区立東葛西小学校     | 江戸川区立東葛西中学校 |
| 東葛西八丁目 | 13〜29番 31〜41番 | 江戸川区立東葛西小学校     | 江戸川区立東葛西中学校 |
| 東葛西八丁目 | 1〜12番           | 江戸川区立第四葛西小学校   | 江戸川区立東葛西中学校 |
| 東葛西八丁目 | 30番              | 江戸川区立南葛西第二小学校 | 江戸川区立東葛西中学校 |
| 東葛西九丁目 | 1〜3番 23番       | 江戸川区立南葛西第二小学校 | 江戸川区立東葛西中学校 |
| 東葛西九丁目 | 4〜22番           | 江戸川区立東葛西小学校     | 江戸川区立東葛西中学校 |

## 事業所
2021年（令和3年）現在の経済センサス調査による事業所数と従業員数は以下の通りである。
| 丁目         | 事業所数    | 従業員数 |
| ------------ | ----------- | -------- |
| 東葛西一丁目 | 82事業所    | 713人    |
| 東葛西二丁目 | 72事業所    | 502人    |
| 東葛西三丁目 | 47事業所    | 959人    |
| 東葛西四丁目 | 98事業所    | 691人    |
| 東葛西五丁目 | 235事業所   | 2,220人  |
| 東葛西六丁目 | 327事業所   | 4,526人  |
| 東葛西七丁目 | 75事業所    | 824人    |
| 東葛西八丁目 | 102事業所   | 712人    |
| 東葛西九丁目 | 142事業所   | 2,572人  |
| 計           | 1,180事業所 | 13,719人 |

### 事業者数の変遷
経済センサスによる事業所数の推移。
| 年                 | 事業者数 |
| ------------------ | -------- |
| 2016年（平成28年） | 976      |
| 2021年（令和3年）  | 1,180    |

### 従業員数の変遷
経済センサスによる従業員数の推移。
| 年                 | 従業員数 |
| ------------------ | -------- |
| 2016年（平成28年） | 11,454   |
| 2021年（令和3年）  | 13,719   |

## 交通

### 鉄道
地区の中央西端に葛西駅がある。ただし、浦安橋に近い地域や妙見島では浦安橋を渡った先にある浦安駅の方が近い。
- 東京メトロ

東西線：葛西駅（中葛西所在）、浦安駅（千葉県浦安市）

### 道路・橋梁
- 東京都道・千葉県道10号東京浦安線（葛西橋通り）
- 東京都道318号環状七号線（環七通り）
- 放射16号線
- 都市計画道路補助第289号線
- 浦安橋
- 新川大橋

## 施設
官公署
- 東葛西コミュニティ会館
  - 江戸川区立東葛西図書館
- 長島桑川コミュニティ会館
- 警視庁葛西警察署 - 六丁目

教育
- 江戸川区立東葛西中学校 - 六丁目
- 江戸川区立第二葛西小学校 - 六丁目
- 江戸川区立東葛西小学校 - 八丁目
- 東京医薬専門学校（学校法人滋慶学園） - 六丁目

博物館
- 地下鉄博物館 - 六丁目

商業施設
- 葛西リバーサイドモール（東葛西九丁目3-3[44]、1999年（平成11年）7月3日開店[27]）
  - アリオ葛西[27]
  - ノジマ葛西店
- 島忠 ホームズ葛西店（2004年（平成16年）12月6日開店[28]）
- マルエツ葛西店

社寺
- 梵音寺（ぼんのんじ） - 847年（承和14年）創建という伝説。
- 清光寺 - 長島高城の伝承の地。1502年（文亀2年）創建。
- 香取神社 (江戸川区)（wikidata）（東葛西2） - 長島村の鎮守。創建年は不明。
- 桑川神社（wikidata） - 桑川村の鎮守。創建年は不明。
- 真蔵院（雷不動） - 波切り不動。天文年間（1532年から1554年）創建。
- 天祖神社 - 東宇喜田村中割の鎮守。1649年（慶安2年）創建。
- 昇覚寺 - 鐘楼は江戸川区の有形文化財で[45]、基礎部分に珍しいそろばん地業を使用している点も価値が高い。 朝夕に鐘つきが行われる。1638年（寛永15年）創建。

## 祭事
- 雷の大般若 - 雷不動の縁日に行われる、雷の町内を女装した若者が駆け回る祭り。江戸川区の無形民俗文化財である[46]。

## その他

### 日本郵便
- 郵便番号 : 134-0084[3]（集配局 : 葛西郵便局[47]）。